# Evaniella curvipes
Evaniella curvipes är en stekelart som först beskrevs av Taschenberg 1891.  Evaniella curvipes ingår i släktet Evaniella och familjen hungersteklar. Inga underarter finns listade i Catalogue of Life.